# Olympische Sommerspiele 2008/Teilnehmer (Amerikanisch-Samoa)
| Gelbes Symbol für Goldmedaillen mit stilisierten Olympischen Ringen | Graues Symbol für Silbermedaillen mit stilisierten Olympischen Ringen | Braundes Symbol für Bronzemedaillen mit stilisierten Olympischen Ringen |
| ------------------------------------------------------------------- | --------------------------------------------------------------------- | ----------------------------------------------------------------------- |
| —                                                                   | —                                                                     | —                                                                       |

Amerikanisch-Samoa nahm 2008 zum sechsten Mal an den Olympischen Sommerspielen teil. Es nahmen vier Sportler in drei Sportarten teil. Bisher konnte das Land noch keine Medaille gewinnen.

## Teilnehmer nach Sportart

### Judo
| Athleten       | Wettkampf                            | Vorkampf         |
| Athleten       | Wettkampf                            | Gegner           |
| Athleten       | Wettkampf                            | Resultat         |
| -------------- | ------------------------------------ | ---------------- |
| Silulu Aʻetonu | Halbmittelgewicht (bis 63 kg) Frauen | Anna von Harnier |
| Silulu Aʻetonu | Halbmittelgewicht (bis 63 kg) Frauen | 0000:1000        |

### Leichtathletik
- Shanahan Sanitoa
Herren, 100 m: im Vorlauf ausgeschieden

### Schwimmen
- Stewart Glenister[1]
Männer, 50 m Freistil: 71. Platz
- Virginia Farmer
Frauen, 50 m Freistil: 62. Platz